# Erythrocles schlegelii
Erythrocles schlegelii is een straalvinnige vissensoort uit de familie van emmelichtiden (Emmelichthyidae). De wetenschappelijke naam van de soort is voor het eerst geldig gepubliceerd in 1846 door Richardson.